# الدوري البرازيلي الدرجة الأولى 1968
الدوري البرازيلي الدرجة الأولى 1968 هو الموسم 2 من  الدوري البرازيلي الدرجة الأولى. أقيم خلال الفترة 24 أغسطس 1968 وحتى 10 ديسمبر 1968، وأشرف على تنظيمه Brazilian Sports Confederation ‏، وكان عدد الأندية المشاركة فيه  17، وفاز فيه نادي سانتوس.